# 691 TCN
691 TCN là một năm trong lịch La Mã.